# Kaija Mustonen
Kaija Marja Mustonen (Helsinki, 4 agosto 1941) è un'ex pattinatrice di velocità su ghiaccio finlandese.
Ha vinto quattro medaglie olimpiche nel pattinaggio di velocità su ghiaccio. In particolare alle Olimpiadi invernali di Grenoble 1968 ha conquistato una medaglia d'oro nella gara di 1500 metri femminile e una medaglia d'argento in quella di 3000 metri, mentre alle Olimpiadi invernali di Innsbruck 1964 ha conquistato una medaglia d'argento nei 1500 metri e una medaglia di bronzo nei 1000 metri.
Nelle sue partecipazioni ai campionati mondiali ha conquistato quattro medaglie di bronzo nella velocità (una nel 1964, due nel 1967 e una nel 1968) in diverse distanze.